# شهریارک سیاه
شهریارک سیاه (نام علمی: Symposiachrus axillaris) نام یک گونه از سرده شهریارک‌های رنگ‌پریده است.